# Bart Defoort

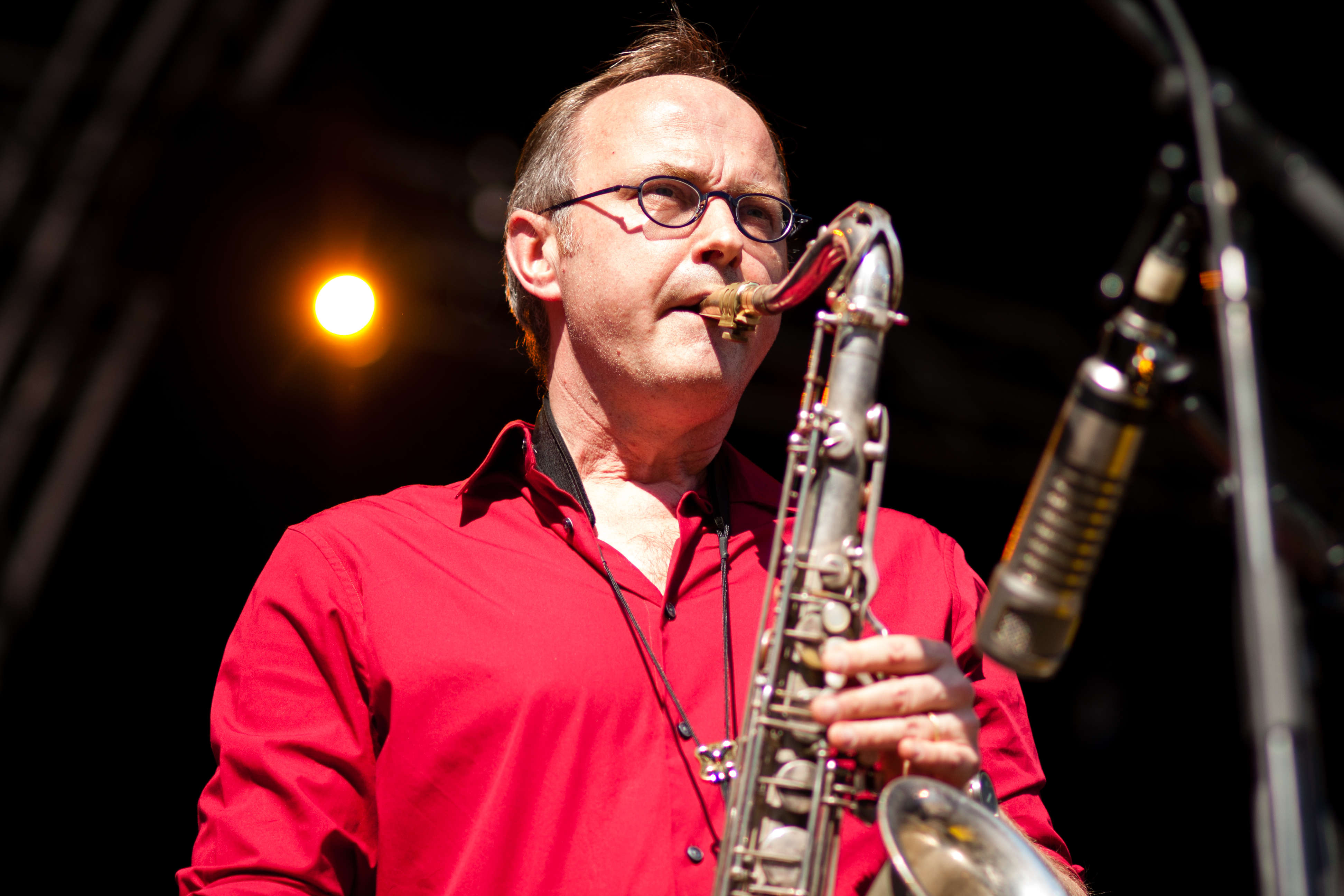
Bart Defoort beim Brüsseler Jazz-Marathon 2012

Bart Defoort (* 10. Februar 1964 in Brüssel) ist ein belgischer Saxophonist (Tenor- und Sopransaxophon) des Modern Jazz und der Neuen Improvisationsmusik.

## Leben und Wirken
Defoort stammt aus einer musikalischen Familie (sein Bruder ist der Komponist Kris Defoort). In den 1980er Jahren studierte er auf dem Konservatorium seiner Geburtsstadt bei Steve Houben; auch besuchte er Meisterklassen bei John Ruocco, Joe Lovano  und Dave Holland. In dieser Zeit begleitete er Theateraufführungen, war im Blindman Sax Quartet und in Fred Van Hoves WIM Orchestra aktiv. Dann gründete er gemeinsam mit Bo Van Der Werf die Gruppe Octurn und spielte in der Basement Party seines Bruders. Seit dem Gründungsjahr 1993 ist er Mitglied des Brussels Jazz Orchestra, wo er an Projekten und Alben mit Toots Thielemans, David Liebman, Philip Catherine, Michel Herr, Bert Joris, Tom Harrell, Kenny Werner oder Norma Winstone beteiligt war. Zwischen 1996 und 1998 hatte er ein eigenes Quartett, um dann mit Diederik Wissels bis 2001 die Gruppe Streams zu leiten, die auch in Frankreich auftrat. Seitdem präsentierte er wieder seine eigenen Formationen, trat aber auch mit dem italienischen Saxophonisten Emanuele Oisi auf. Daneben arbeitete er mit belgischen Musikern wie Chris Joris, Olivier Collette, Marnix Bustra oder Carlo Morena sowie mit Tutu Puoane (Mama Africa).

## Diskographische Hinweise
- Streams (2001, mit Diederik Wissels)
- The Lizard Game (2003)
- Sharing Stories on Our Journey (2008, Django d’Or)